# José Amadeu
José Amadeu dos Santos Mendes, hay Amadeu (sinh ngày 28 tháng 1 năm 1995) là một cầu thủ bóng đá người Bồ Đào Nha thi đấu cho Freamunde ở vị trí hậu vệ.

## Sự nghiệp bóng đá
Vào ngày 16 tháng 11 năm 2014, Amadeu có màn ra mắt cho Freamunde trong trận đấu tại Giải bóng đá hạng nhất quốc gia Bồ Đào Nha 2014–15 trước Santa Clara.